# شهرك فجر (مقاطعة دهلران)
شهرك فجر (بالفارسية: شهرک فجر) هي قرية تقع في قسم دشت عباس الريفي (مقاطعة دهلران) في إيران. يقدر عدد سكانها بـ 375 نسمة بحسب إحصاء 2016.